# 太平御覧

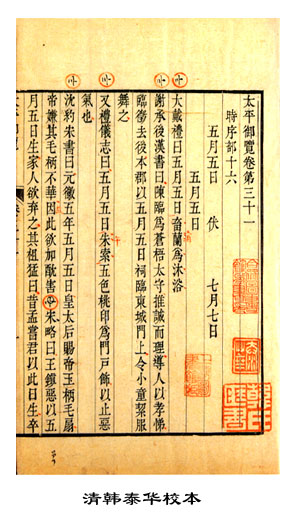
『太平御覧』

『太平御覧』（たいへいぎょらん　簡体字: 太平御览; 繁体字: 太平御覽; 拼音: Tàipíng Yùlǎn）は、中国宋代初期に成立した類書（一種の百科事典）の一つである。同時期に編纂された『太平広記』、『冊府元亀』、『文苑英華』と合わせて四大書（宋四大書）と称される。

## 概要
太宗（2代）時代、李昉、徐鉉ら14人による奉勅撰であり、太平興国2-8年（977年から983年）頃に成立した。全1000巻。もとの名を『太平総類』と呼んだが、太宗が毎晩3巻ずつを閲読し、1年で読了したことから、現名に改められたという。構成は、天部、時序部、地部、皇王部、州郡部など全55部よりなる。この部篇数は、『周易』「繋辞伝」にある天地の数に基づいている。さらに、55部を附目を含めて5426類目に細分化している。各目には、諸々の書物から記事や文章を抜粋した上で分類排列している。
引用する書物の数は、巻頭にある書目によれば、1690種とするが、多少の重複が見られる。さらに、詩や賦などを含めれば、2000種以上に上ることとなる。原典からの引用とは限らず、先行する類書である北斉の『修文殿御覧』（佚書）や、唐代の『芸文類聚』、『文思博要』（佚書）からのいわゆる孫引きであることが多い。ただし、引用書の大半が亡佚してしまった今となっては、資料的価値が高い。

## 内容
天部(15)、時序部(20)、地部(40)、皇王部(41)、偏覇部(18)、皇親部(20) 、州郡部(18)、居処部(25)、封建部(5)、職官部(67)、兵部(90)、人事部(141)、逸民部(10)、宗親部(11)、礼儀部(41)、楽部(22)、文部(22)、学部(13)、治道部(15)、刑法部(18)、釈部(6)、道部(21)、儀式部(4)、服章部(15)、服用部(21)、方術部(18)、疾病部(6)、工芸部(12)、器物部(10)、雜物部(2)、舟部(4)、車部(5)、奉使部(3)、四夷部(22)（東夷・南蛮・西戎・北狄）、珍宝部(12)、布帛部(7)、資産部(16)、百穀部(6)、飲食部(25)、火部(4)、休征部(2)、咎徴部(7)、神鬼部(4)、妖異部(4)、獣部(25)、羽族部(15)、鱗介部(15)、蟲豸部(8)、木部(10)、竹部(2)、果部(12)、菜茹部(5)、香部(3)、薬部(10)、百卉部(7)

## 版本と伝播
仁宗（4代、在位1022-1063）の時代に刊刻が始まった。宋は国内情報が国外の敵に流出するのを恐れて、『太平御覧』を含めた文献資料の海外持ち出しを禁じていた。
同盟国の高麗は宋を範にするために『太平御覧』を重視し、提供を繰り返し願い出ているが、その度に却下され続けた。徽宗の登輝の祝賀に際して派遣された高麗の官僚の努力で下賜がまとまり、高麗の実務行政の長と一行が訪問し携えて帰国し、1101年（粛宗6年）念願の『太平御覧』1000冊を入手することができた。
日本では、治承3年（1179年）2月、宋船が持ち込んだ宋版摺本の260冊を平清盛が即購入している。その後コピーの副本が作られ、12月16日、孫でもある東宮（2歳、後の安徳天皇）が清盛の自邸西八条第に訪れた際に、オリジナルが最高級の舶来品・唐物として献上された。うち3冊は、濃い蘇芳裏地の浮線綾柄の美麗な織物に銀の松枝と宝玉で飾った極めて豪華なものであったという
。
版本としては、日本に伝来した慶元5年（1199年）の蜀刻本の残本945巻が知られる。これに基づき、別系統の宋本で補った『四部叢刊三編』（上海：商務印書館、1935年）所収の景宋本、および、その重印本（中華書局、1960年）が見られる。
中国では北宋刊本、南宋刊本とも早くに失われた。いっぽう日本には南宋刊本がいくつか伝存している。
- 静嘉堂文庫 - 南宋中期ごろ浙中刊本の残本の３セット。すべて同版で2つは旧蔵、１つは明治40年購入の陸心源蔵書に含まれていたもの。
- 宮内庁書陵部 - 金沢文庫伝来本。静嘉堂文庫と同版。
- 東福寺 - 静嘉堂文庫と同版の残本および南宋の慶元5年（1199年）蜀（四川省）で印刷された完存本、国宝。

上海商務印書館は昭和10年（民国25年/1935年）、上記の日本の残本を合わせて復印し四部叢刊第三編に収録した。
そのほか、明代の万暦2年（1574年）に常熟・周堂（江蘇省無錫付近）で銅活字本1000巻を刊行。
また日本では安政元年から文久2年（1856年から1862年）に田口文之、喜多村直寛が木活字本を刊行した。